# 우키시립 세이카이 소학교
우키시립 세이카이 소학교(宇城市立青海小学校)는 일본 구마모토현 우키시에 있는 2003년에 설립된 공립 초등학교다.